# Zeta Ophiuchi
Zeta Ophiuchi (ζ Ophiuchi / ζ Oph / 13 Ophiuchi) es la tercera estrella más brillante de la constelación de Ofiuco, el portador de la serpiente, detrás de Ras Alhague (α Ophiuchi) y Sabik (η Ophiuchi). A pesar de tener magnitud aparente +2,54 no tiene nombre propio, aunque parece que el nombre de Han (韓) se utilizó en China.
Zeta Ophiuchi es una estrella azul de tipo espectral O9V situada a 458 años luz del sistema solar. Sin embargo, debido a nubes de polvo interestelar, una de las cuales es iluminada por ella formando una nebulosa de emisión catalogada como S27, tiene una apariencia rojiza, ya que la luz azul es absorbida por estas. De hecho, si no fuera por las nubes, Zeta Ophiuchi sería una de las estrellas más luminosas del cielo. Intrínsecamente 68 000 veces más luminosa que el Sol, es una de las estrellas más calientes, con una temperatura de 32 500 K. Con una masa 20 veces la masa solar, su edad se calcula en 4 millones de años, y se piensa que está en la mitad de su vida —compárese con los 4600 millones de años de edad que tiene el Sol—. Como la mayor parte de las estrellas luminosas, pierde masa por medio de un fuerte viento estelar que sopla a unos 1600 km/s. Dentro de unos pocos millones de años, explotará como una brillante supernova.
Zeta Ophiuchi es una de las estrellas conocidas como estrellas fugitivas, expulsadas de un sistema estelar por la explosión de la estrella acompañante. En este caso, el remanente de su antigua compañera es la estrella de neutrones PSR J1932+1059, cuya explosión se produjo aproximadamente hace un millón de años. Al moverse a gran velocidad a través del espacio, está provocando mediante su viento estelar una onda de choque —al comprimir el gas y el polvo existentes en el medio interestelar—, sólo visible en el infrarrojo.